# Gösta Rollin

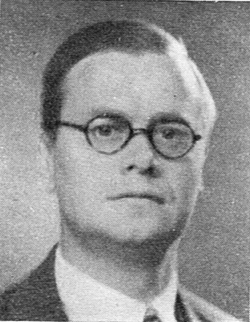
Gösta Rollin

Gösta Rollin, född 14 augusti 1897 i Västerås, död 23 maj 1978 i Östersund, var en svensk arkitekt.
Rollin, som var son till läroverksadjunkt Birger Rollin och Maria Wenström, avlade studentexamen i Västerås 1915 och utexaminerades från Kungliga Tekniska högskolan 1919. Han var anställd vid olika arkitektkontor 1919–1933, vid Uppsala stads byggnadsnämnd 1933 och 1934, tidvis som t.f. stadsarkitekt vid Östersunds stads byggnadsnämnd för stadsplanearbete 1934, tjänstgjorde utom stat i Byggnadsstyrelsen 1934 och var länsarkitekt i Jämtlands län från 1936. 
Bland Rollins utförda arbeten märks diverse stadsplaneförslag och som länsarkitekt stadsplanearbeten och olika statliga och kommunala byggnader inom Jämtlands län, ny- och ombyggnad av affärs- och bostadshus i Stockholmstrakten, Västerås och Östersund samt biograf i Östersund. Han var styrelseledamot i Östersunds konstklubb och i Wilhelm Peterson-Berger-stiftelsen. 